# Intersecção diagonal
Intersecção Diagonal é um termo usado em matemática, especialmente na teoria dos conjuntos.
Se {\displaystyle \displaystyle \delta } é um número ordinal e {\displaystyle \displaystyle \langle X_{\alpha }\mid \alpha <\delta \rangle } é uma sequência de subconjuntos de {\displaystyle \displaystyle \delta }, então a intersecção diagonal, indicada por
{\displaystyle \displaystyle \Delta _{\alpha <\delta }X_{\alpha },}
é definida como sendo
{\displaystyle \displaystyle \{\beta <\delta \mid \beta \in \bigcap _{\alpha <\beta }X_{\alpha }\}.}
Isto é, um ordinal {\displaystyle \displaystyle \beta } está na intersecção diagonal {\displaystyle \displaystyle \Delta _{\alpha <\delta }X_{\alpha }} se estiver contido nos primeiros membros {\displaystyle \displaystyle \beta } da sequência. Isto é o mesmo que
{\displaystyle \displaystyle \bigcap _{\alpha <\delta }([0,\alpha ]\cup X_{\alpha }),}
onde o intervalo fechado de 0 a {\displaystyle \displaystyle \alpha } é utilizado para evitar  restringir a gama de intersecção. 